# Fowey
Fowey (kornisch: Fowydh) ist eine Kleinstadt und Gemeinde in Cornwall in Großbritannien. Die Stadt ist ein beliebter Ausflugs- und Urlaubsort, aber auch ein wichtiger Seehafen.

## Lage
Die Stadt liegt an der Südküste von Cornwall zwischen Looe und Mevagissey. Sie erstreckt sich über 1,5 km an den steil abfallenden Hügeln entlang des Westufers des River Fowey bis zu dessen Mündung in den Ärmelkanal. Am gegenüberliegenden östlichen Ufer liegen die Dörfer Bodinnick sowie Polruan, die durch die weite Mündung des Baches Pont Pill voneinander getrennt sind. Die Region ist als Area of Outstanding Natural Beauty ausgewiesen, weite Teiles des Uferbereichs gehören dem National Trust.

## Geschichte

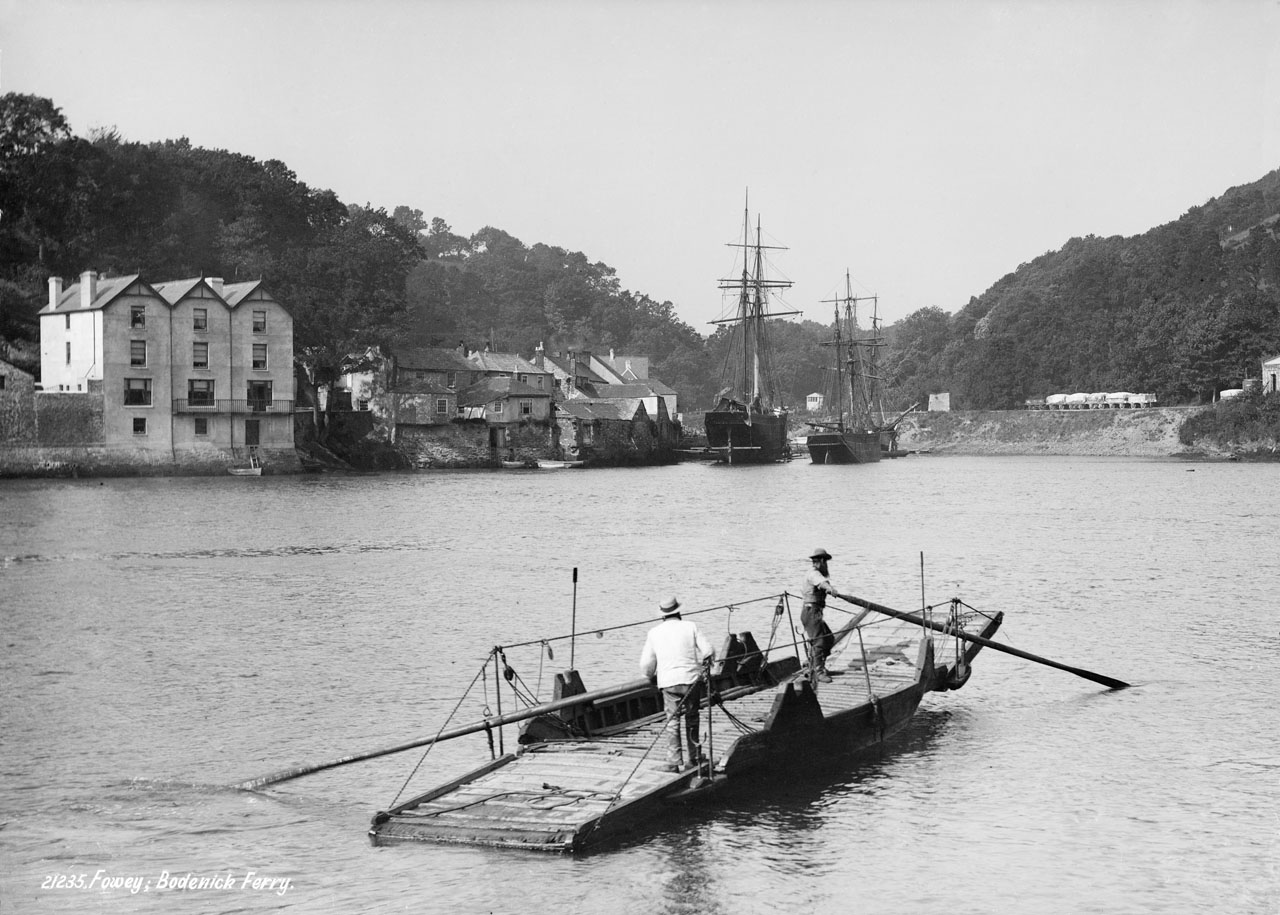
Bodinnick ferry, Fowey, Cornwall (1889).

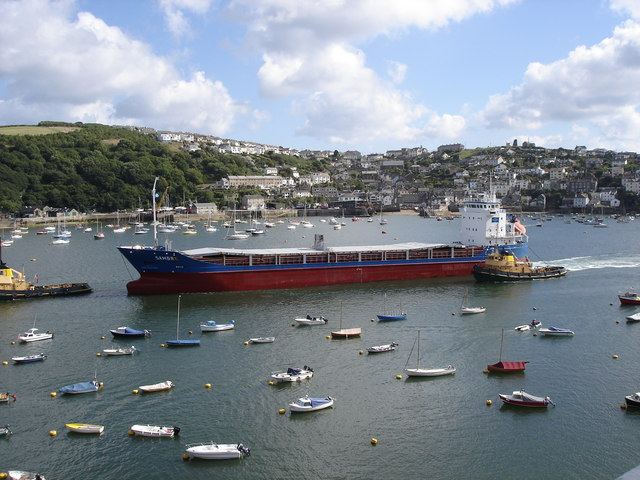
Frachtschiff im Hafen von Fowey

Infolge der zahlreichen Kriege, die der englische König Eduard I. gegen Ende des 13. Jahrhunderts führte, wurden die traditionellen Cinque Ports in Südostengland zunehmend Ziel von gegnerischen Überfällen. Deshalb gewannen die Häfen in Südwestengland an Bedeutung, zumal sie auch für den Handel mit der damals zu England gehörenden Gascogne günstiger lagen. Zu den Häfen, die um diese Zeit aufblühten, gehörte auch Fowey, das nicht nur ein bedeutender Handelshafen wurde, sondern auch als Basis zahlreicher Kriegszüge diente. Dazu rüsteten Gruppen von Kaufleuten Freibeuter aus, die im Laufe der Zeit jedoch nicht nur gegnerische Schiffe aufbrachten, sondern als Piraten wahllos Schiffe und Küstendörfer überfielen. Zu Beginn des 15. Jahrhunderts war Fowey zum damals bedeutendsten Stützpunkt von Piraten in Europa geworden, zu den bekanntesten der Freibeutergruppen gehörten die Fowey Gallants. Das durch den Handel mit der Beute wohlhabend gewordene Fowey konnte schließlich im späten 15. Jahrhundert gegen den Widerstand von Lostwithiel den Status eines Borough erlangen. Die Überfälle der Piraten auf die französische Küste auch nach dem Ende des Hundertjährigen Krieges führten 1457 zu einem französischen Vergeltungsangriff, bei dem ein Großteil von Fowey niedergebrannt wurde. Schließlich wurde die Piraterie im großen Stil durch König Eduard IV. unterbunden, auch wenn es in den folgenden Jahren immer noch zu Überfällen durch Piraten aus Fowey kam. Mit der Verlagerung des Schwerpunkts des Bergbaus nach Westcornwall verlor Fowey im 15. Jahrhundert seine Bedeutung als Seehafen an das weiter westlich gelegene Truro, doch bis zum 19. Jahrhundert blieb Fowey ein wichtiger Hafen für die Küstenschifffahrt und vor allem für den Handel mit Nordfrankreich. Von 1571 bis 1832 entsandte Fowey zwei Abgeordnete in das House of Commons. Aufgrund ihrer geringen Größe galten die Wahlkreise schließlich als Rotten borough, die bei der Wahlkreisreform 1832 aufgelöst wurden. Einen Aufschwung brachte 1869 der Ausbau des Hafens und der Anschluss an die Eisenbahn. Fowey wurde nun zum bedeutenden Exporthafen für das in Cornwall abgebaute Kaolin. 1913 wurde die Gemeinde zum Municipal Borough erhoben, das 1968 mit dem nahe gelegenen, aber wesentlich größeren St Austell zum Borough of St Austell with Fowey zusammengelegt wurde. 1974 ging dieses Borough im Restormel Borough auf, das durch die Verwaltungsreform von 2009 in der neuen Unitary Authority Cornwall aufging.

## Wirtschaft
Die Mündungen des River Fowey und des Pont Pill bilden einen geschützten natürlichen Tiefwasserhafen, der unter allen Wetter- und Gezeitenbedingungen zugänglich ist. Der Hafen ist Heimathafen von etwa 1500 Booten und gilt als beliebtes Seglerziel, das jährlich von rund 7000 Segelbooten angelaufen wird. In den letzten Jahren wurde der Hafen trotz der engen, nur 200 m breiten Hafeneinfahrt auch zunehmend von Kreuzfahrtschiffen angelaufen. Als Seehafen dient er vor allem als Exporthafen für Kaolin. 2010 wurden von Fowey 750.000 t Kaolin exportiert, der Hafen kann von Schiffen mit bis zu 13.000 tn.l. Tragfähigkeit angelaufen werden.

## Sehenswürdigkeiten

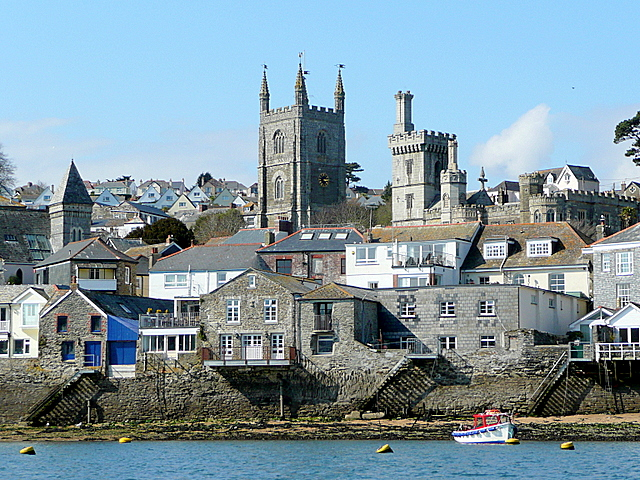
Blick auf Fowey mit dem Turm der Pfarrkirche St Fimbarrus (Mitte) und Place House (rechts)

- An der Stelle der Pfarrkirche St Fimbarrus Church soll sich bereits im 6. Jahrhundert eine christliche Kapelle befunden haben. Die jetzige Kirche wurde im späten 15. Jahrhundert errichtet.
- Das Herrenhaus Place House unmittelbar hinter der Pfarrkirche ist seit dem 13. Jahrhundert Wohnhaus der Familie Treffry. Der heutige Bau stammt aus dem frühen 16. Jahrhundert und wurde 1791 und im 19. Jahrhundert im neugotischen Stil umgebaut. Es wird privat genutzt und ist nicht zu besichtigen.
- Der Tristan Stone befindet sich an der A3082, der Hauptzufahrt nach Fowey. Der mit Inschriften versehene Monolith aus Granit stammt aus dem 6. Jahrhundert und diente der Inschrift nach als Grabstein für Tristan, einem Sohn von König Mark of Cornwall.
- Das St Catherine’s Castle ist eine kleine Küstenbefestigung aus dem 16. Jahrhundert, die das ältere Fowey Blockhouse an der Zufahrt zum Hafen ersetzte. Nach 1855 wurde die Stelle erneut für die Anlage einer Küstenbatterie genutzt, die jedoch zum Ende des Jahrhunderts wieder aufgegeben wurde.
- Das Anwesen Menabilly oberhalb von Fowey war von 1943 bis 1969 Wohnsitz der Schriftstellerin Daphne du Maurier. Es diente ihr als Vorlage für das Anwesen Manderley in ihrem Roman Rebecca.
- 8 km südwestlich von Fowey befindet sich die Landzunge Gribbin Head.

## Veranstaltungen
Jährlich im August findet die einwöchige Fowey Royal Regatta statt, eine der bekanntesten Segelveranstaltungen in Großbritannien. An der Regatta nahmen bereits Königin Victoria, Prinz Albert und Queen Elizabeth II. teil. Während der Regatta gibt es ein umfangreiches Rahmenprogramm, an dem seit 1977 auch die Kunstflugstaffel Red Arrows der britischen Luftwaffe teilnimmt.
Inspiriert durch die Schriftstellerin Daphne Du Maurier findet seit 1997 jedes Jahr im Mai das Fowey Festival of Words and Music statt.

## Verkehr
Fowey ist über die A3082 nach Tywardreath verbunden. Nach Bodinnick verkehrt eine Autofähre, nach Polruan eine Personenfähre. Eine weitere Fährverbindung besteht zu dem Fischerdorf Mevagissey.

## Persönlichkeiten
- Daphne du Maurier (1907–1989), Schriftstellerin, verbrachte ab 1926 einen Großteil ihres Lebens in Fowey,
- Antony Hewish (1924–2021), Physik-Nobelpreisträger, geboren in Fowey.
- Arthur Quiller-Couch (1863–1944), Schriftsteller und Literaturkritiker, lebte ab 1891 in Fowey, wo er auch starb.